# Deris Umanzor
Deris Ariel Umanzor Guevara (Santa Rosa de Lima, 7 gennaio 1980) è un calciatore salvadoregno, difensore dell'Águila.

## Carriera

### Club
Ha iniziato la sua carriera nel settore giovanile del Municipal Limeño ed è stato spostato in prima squadra nel 1998. Dopo sei stagioni con il Municipal Limeño, si è trasferito nel 2005 al Club Deportivo Águila. Umanzor è stato uno dei difensori migliori della prima divisione salvadoregna.
L'8 aprile 2010 è stato acquistato dal Chicago Fire.

### Nazionale
Umanzor è stato membro della nazionale dal 2000 al 2011 e ha fatto 44 apparizioni segnando due gol.